# Ermita del Santísimo Cristo de Torre Marte (Astudillo)
Se encuentra situada sobre un alto a las afueras de Astudillo en la carretera de Amusco a Palacios del Alcor en la comarca de Tierra de Campos de Palencia.

A fecha agosto de 2011 el monumento no era visitable.

## Descripción

### Planta
Leyenda de la imagen

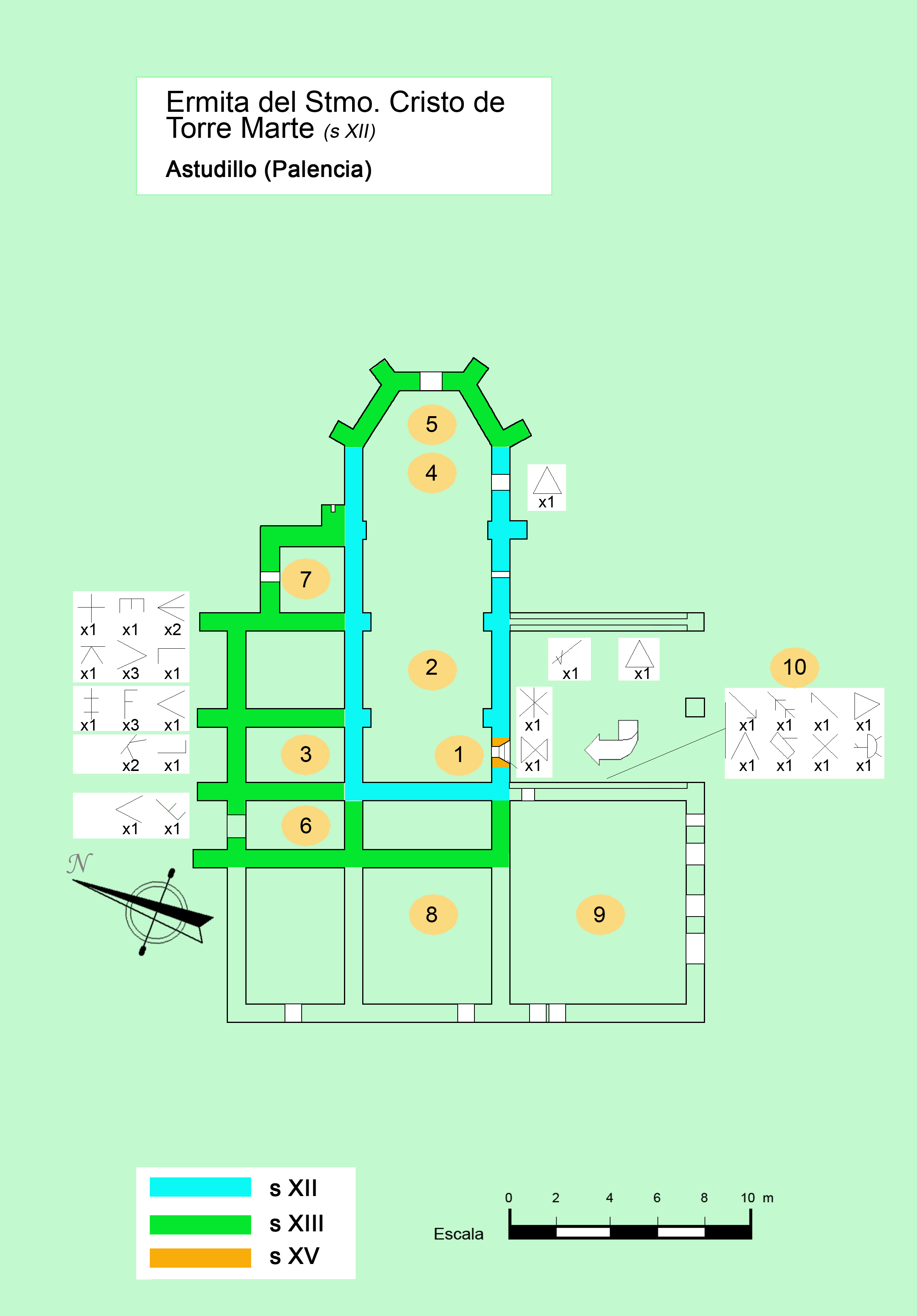
Aprox. a la planta de la Iglesia del Stmo. Cristo de Torre Marte.
Marcas de cantería.

1. Pórtico Sur; entrada al templo; s XV.
2. Nave; s XII.
3. Nave evangelio; s XIII.
4. Presbiterio.
5. Ábside; s XIV.
6. Puerta Norte cegada.
7. Torre - Espadaña; s XIII.
8. Sacristía.
9. Vivienda del Ermitaño; s XVIII.
10. Marcas de canteria.

### Modificaciones
Se realizaron diversas modificaciones a la planta original:
- En el s XIV, se reformó la Torre (7).
- En los s XV / XVI, se añadió / reformó la Puerta Sur (1).
- s XVIII, se añade la Casa del Ermitaño (9).

### Marcas de cantería
Se han identificado un total de 50 marcas de 26 tipos diferentes que se distribuyen de la siguiente forma, ver Planta (10):

| Zona                        | Marcas | Tipos |
| --------------------------- | ------ | ----- |
| Ábside                      | 1      | 1     |
| Pórtico Sur                 |        |       |
| Lado este                   | 6      | 2     |
| Jamba izda.                 | 2      | 2     |
| Lado sur                    | 22     | 8     |
| Contrafuerte Noreste        | 15     | 9     |
| Fachada Norte, tramos 2 y 3 | 4      | 4     |